# Kivisaari (ö i Finland, Päijänne-Tavastland, Lahtis, lat 61,04, long 25,63)
Kivisaari är en ö i Finland. Den ligger i sjön Vesijärvi och i kommunen Hollola i den ekonomiska regionen  Lahtis ekonomiska region  och landskapet Päijänne-Tavastland, i den södra delen av landet, 100 km norr om huvudstaden Helsingfors. Öns area är 4,6 hektar och dess största längd är 340 meter i öst-västlig riktning.